# NGC 4622
في الفهرس العام الجديد NGC 4622 هي مجرة حلزونية غير ضلعية مواجهة للأرض ذات هيكل حلقي بارز تبعد عن الشمس مسافة تقدر بحوالي 200 مليون سنة ضوئية 62 مليون فرسخ فلكي في إتجاة كوكبة قنطورس. اكتشفت المجرة في 5 يونيو 1834 من قبل عالم الفلك البريطاني جون هيرشل.

NGC 4622 تنتمي لعنقود قنطورس المجري  وهي المجرة الأولى التي أظهرت بشكل قاطع أنها تملك هيكل حلزوني مسيطر.

## وصلات خارجية
- NGC 4622 على موقع ويكي سكاي: DSS2, SDSS, GALEX, IRAS, Hydrogen α, X-Ray, Astrophoto, Sky Map, Articles and images